# Ciocârlia (Ialomița)
Ciocârlia é uma comuna romena localizada no distrito de Ialomiţa, na região de Muntênia. A comuna possui uma área de 12.84 km² e sua população era de 813 habitantes segundo o censo de 2007.